# تدويل التعليم العالي
تدويل التعليم العالي هو عملية إضافة عوامل دولية أو عولمية لأغراض أو وظائف أو منتجات التعليم العالي. المكونات الأساسية لهذا التدويل هي المنافسة العالمية لجذب المواهب، ولجذب طلاب أجانب، تطوير فروع للجامعات والكليات في دول أخرى، وبرامج تبادل الخبرات مع الطلاب والمدرسين والهيئات الادارية للمؤسسات التعليمية، وتدويل المناهج الدراسية والابحاث كما إنشاء شراكات بين جامعات اجنبية أو محلية.

## نقد ممارسات التدويل
من الناحية النقدية، فإن ادبيات وسياسات استراتيجيات التدويل تعتبره من دواعي ومنتجات العولمة بل هو في حقيقة الأمر ضرورة اقتصادية. فبحسب المفهوم الاميريكي والانكلوساكسوني، فإن الاسباب مرتبطة بسلعنة التعليم العالي وتحويله إلى مادة ربحية تجارية. وبالتالي، أصبح ميدان لصراع عالمي لجذب طلاب اجانب دول ثرية من اجل جني الارباح وتحسين صورة المؤسسة التعليمية وبناء سمعة عالمية.

== المراجع ==
1. ↑  Knight, Jane (2003). Updating the definition of internationalization. International Higher Education. ص. 2–3.
2. 1 2 3  Khorsandi Taskoh, Ali (2014). A Critical Policy Analysis of Internationalization in Postsecondary Education : An Ontario Case Study. Ontario: Western University.
3. 1 2  Knight, Jane (2004). Internationalization remodeled: Definitions, approaches and rationales. Journal of Studies in International Education. ص. 5–31.
4. ↑  Sanderson, Gavin (2008). A foundation for the internationalization of the academic Self. Journal of Studies in International Education. ص. 276–307.
5. ↑  Beck, Kumari (2012). Globalization/s: reproduction and resistance in the internationalization of higher education. Canadian Journal of Education. ج. 35. ص. 133–148.
6. ↑  deWit, Hans (2011). Trends, issues and challenges in internationalization of higher education. Amsterdam, Centre for Applied Research on Economics and Management.
7. ↑  Altbach, Philip (2002). Perspectives on international higher education. Change. ص. 29–31.